# Desmoncus giganteus
Desmoncus giganteus là loài thực vật có hoa thuộc họ Arecaceae. Loài này được A.J.Hend. mô tả khoa học đầu tiên năm 1995.